# 112
| 112                |
| ------------------ |
| Dødsfald - Fødsler |
|                    |

| Gregoriansk kalender | 112 CXII                |
| Ab urbe condita      | 865                     |
| Armensk kalender     | I/T                     |
| Kinesiske kalender   | 2808 – 2809 辛亥 – 壬子 |
| Etiopisk kalender    | 104 – 105               |
| Jødisk kalender      | 3872 – 3873             |
| Hindukalendere       |                         |
| - Vikram Samvat      | 167 – 168               |
| - Shaka Samvat       | 34 – 35                 |
| - Kali Yuga          | 3213 – 3214             |
| Iransk kalender      | 510 BP – 509 BP         |
| Islamisk kalender    | 526 BH – 525 BH         |

 Denne artikel omhandler årstallet 112. Opslagsordet har også en anden betydning, se 112 (flertydig).

## Begivenheder
- Kejser Trajan og Titus Sextius Cornelius Africanus bliver romersk konsul.